# Achille Costa
Achille Costa (Lecce, 10 agosto 1823 – Roma, 17 novembre 1898) è stato un entomologo italiano.

## Biografia
Figlio di Oronzo Gabriele Costa (1787-1867), nel 1860 gli succedette alla cattedra di Zoologia all'Università di Napoli.
È stato tra i fondatori della Società Entomologica Italiana.

## Opere
- Conci, C. Repertorio delle biografie e bibliografie degli scrittori e cultori italiani di entomologia. Memorie della Società Entomologica italiana 1975; 48(5): 817-1069.
- 1855 Famiglia degli Ascalafidei – Ascalaphidea,512 pp. In: Costa, A., 1860-70 .
- 1855 Famiglia de' Formicaleonidei – Myrmeleontidea,20 pp. In: Costa, A. 1860-70 .
- 1855 Famiglia degli Emerobiidei - Hemerobiidea,22 pp. In: Costa, A. 1860-70 .
- 1855 Famiglia de' Mantispidei - Mantispidea, 2pp. In: Costa, A. 1860-70 ..
- Famiglia de' Rafidiidei - Rhaphidiidea, 8pp. In: Costa, A. 1860-70 .
- 1856 Alcune notizie sull'Entomologia dell'Isolad'Ischia.- L'Iride Giornale per tutti, 1 (11): 81-82 [Napoli].
- 1857 Degl'Insetti che attaccano l'albero ed il frutto dell'olivo del ciliegio del pero del melo del castagno e della vite e le semenze del pisello della lenticchia della favae del grano loro descrizione e biologia danni che arrecano e mezzi per distruggerli. Opera coronata dalla Reale Accademia delle Scienze di Napoli.- Stamperia e Calcografia vico Freddo Pignasecca, 15, 16. Napoli. 197 pp., 10 pl.
- 1858 Ricerche entomologiche sopra i Monti Partenii nel Principato Ulteriore.- Stamperia e Calcografia, Napoli. 31 pp., 1 pl.
- 1860-70 Fauna del Regno di Napoli ossia enumerazione di tutti gli animali che abitano le diverse regioni di questo Regno e le acque che le bagnano e descrizione de'nuovi o poco esattamente conosciuti con figure ricavate da originali viventi e dipinte al naturale. Nevrotteri.- Stamperia di Antonio Cons, Napoli. 83 pp.,7 pl.
- 1862 Elenco delle specie immesse nel Museo da novembre 1860 a tutto dicembre 1861. Neurotteri.- Annuario del Museo Zoologico della R. Università di Napoli, Anno I 1862: 16.
- 1862 Ragguaglio di una peregrinazione zoologica.Annuario del Museo Zoologico della R. Università di Napoli, Anno I 1862: 57-60.
- 1863.- Nuovi studii sulla entomologia della Calabria ulteriore.- Atti della R. Accademia delle Scienze Fisiche e Matematiche Serie 1a Vol. I [fasc. 2], 80 pp., 4 pl.
- 1864.- Acquisti fatti durante l'anno 1862.- Annuario del Museo Zoologico della R. Università di Napoli, Anno II 1862: 8-125.
- 1864 Poche osservazioni zoologiche fatte nella provincia di Terra di Lavoro, pp. 49–54. In: Congresso Scientifico Provinciale tenuto in Caserta dall'Accademia degli Aspiranti Naturalisti di Napoli e dalla Reale Società Economica di Terra di Lavoro, Ne' giorni dal 28 giugno al 5 luglio 1863. Stamperia di Antonio Cons, Napoli. (Annali dell'Accademia degli Aspiranti Naturalisti, Terza serie, volume Terzo, 1863)
- 1864 Poche osservazioni sulla Fauna Salernitana, pp. 57–62. In: Congresso Scientifico Provinciale tenuto in Salerno dall'Accademia degli Aspiranti Naturalisti di Napoli e dalla Reale Società Economica di Principato Citeriore. Dal 29 maggio ai 5 giugno del 1864. Stamperia di Antonio Cons, Napoli. (Annali dell'Accademia degli Aspiranti Naturalisti, Terza serie, volume Quarto)
- 1869 Elenco delle specie immesse nel Museo per acquisti. Nevrotteri. Annuario del Museo Zoologico della R. Università di Napoli, Anno V 1865: 12.
- 1871. Aggiunte alle precedenti Famiglie, 8 pp. In: Costa, A. 1860-70 .
- Elenco delle specie immesse nel Museo per acquisti. Nevrotteri, Annuario del Museo Zoologico della R.Università di Napoli, Anno VI 1866, 1871
- Una peregrinazione zoologica su' monti dell'Alburno, Rendiconto dell'Accademia delle Scienze Fisiche e Matematiche (Sezione della Società Reale di Napoli),Anno XIII fasc. 9º, 1874
- Relazione di un viaggio eseguito nelle Calabrie nella state del 1876, per ricerche zoologiche, Rendiconto dell'Accademia delle Scienze Fisiche e Matematiche (Sezione della Società Reale di Napoli),Anno XVI fasc. 2º, 1877
- Degl'insetti che attaccano l'albero ed il frutto dell'olivo, del ciliegio, del pero, del melo, del castagno e della vite e le semenze del pisello, della lenticchia, della fave, del grano. Loro descrizione e biologia. Danni che arrecano e mezzi per distruggerli. Edizione seconda riveduta ed accresciuta dallo stesso autore.- Napoli pei tipi del Commendatore G. Nobile, 1877
- Relazione di un viaggio nelle Calabrie per ricerche zoologiche fatto nella estate del 1876, Atti della Reale Accademia delle Scienze Fisiche e Matematiche di Napoli Serie 1a [1882] Vol. IX [fasc. 6], 1881
- Notizie ed osservazioni sulla Geo-Fauna sarda. Memoria Prima. Risultamento di ricerche fatte in Sardegna nel settembre 1881 Atti della Reale Accademia delle Scienze Fisiche e Matematiche di Napoli [1882] Vol. IX (fasc. 11), 1882
- Rapporto preliminare e sommario sulle ricerche zoologiche fatte in Sardegna durante la primavera del 1882, Rendiconto dell'Accademia delle Scienze Fisiche e Matematiche (Sezione della Società Reale di Napoli), Anno XXI fasc. 10º, 1882
- Notizie ed osservazioni sulla Geo-Fauna sarda. Memoria Seconda. Risultamento di ricerche fatte in Sardegna nella primavera del 1882, Atti della Reale Accademia delle Scienze Fisiche e Matematiche di Napoli Serie 2a [1888] Vol. I (fasc. 2), 1883
- Diagnosi di nuovi Artropodi trovati in Sardegna, Bullettino della Società Entomologica Italiana 15(4), 1884
- Nota intorno i Nevrotteri della Sardegna, Rendiconto dell'Accademia delle Scienze Fisiche e Matematiche (Sezione della Società Reale di Napoli), Anno XXIII fasc. 2º, 1884.
- Notizie ed osservazioni sulla Geo-Fauna sarda; memoria terza, Rendiconto dell'Accademia delle Scienze Fisiche e Matematiche (Sezione della Società Reale di Napoli), Anno XXIII, 1884
- Notizie ed osservazioni sulla Geo-Fauna sarda Memoria Terza Risultamento di ricerche fatte in Sardegna nella estate del 1883, Atti della Reale Accademia delle Scienze Fisiche e Matematiche di Napoli Serie 2a [1888] Vol. I (fasc. 9),1884
- Notizie ed osservazioni sulla Fauna Sarda, Rivista scientifico-industriale delle principali scoperte ed invenzioni fatte nelle scienze e nelle industrie, Firenze, Anno Sedicesimo, 1884
- Miscellanea entomologica. Memoria prima, Atti della Reale Accademia delle Scienze Fisiche e Matematiche di Napoli Serie 2a [1888] Vol. I (fasc. 10), 1884
- Notizie ed osservazioni sulla Geo-Fauna sarda Memoria Quarta, Atti della Reale Accademia delle Scienze Fisiche e Matematiche di Napoli, Serie 2a [1888] Vol. I (fasc. 13), 1885
- Diagnosi di nuovi Artropodi della Sardegna, Bollettino della Società Entomologica Italiana 17(3/4), 1885
- Notizie ed osservazioni sulla Geo-Fauna sarda Memoria Quinta Risultamento delle ricerche fatte in maggio 1885, Atti della Reale Accademia delle Scienze Fisiche e Matematiche di Napoli, Serie 2 a [1888] Vol. II (fasc.7), 1886
- Notizie ed osservazioni sulla Geo-Fauna sarda Memoria Sesta Risultamento delle ricerche fatte in Sardegna nella State del 1885, Atti della Reale Accademia delle Scienze Fisiche e Matematiche di Napoli, Serie 2a [1888] Vol. II (fasc. 8), 1886